# OpenVZ

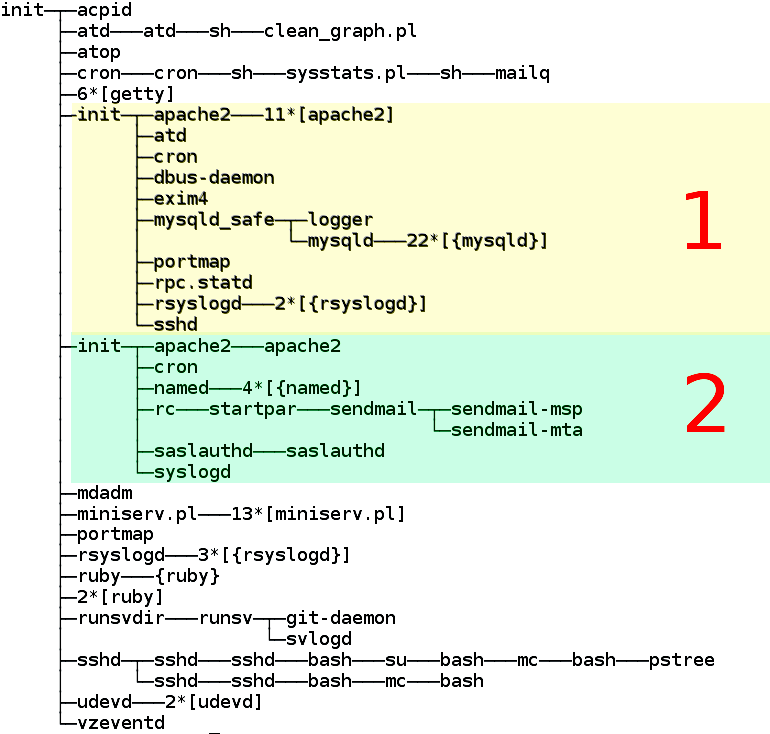
Drzewo procesów serwera OpenVZ. Kolorami zaznaczono procesy serwerów wirtualnych

OpenVZ – otwarta platforma wirtualizacji systemu operacyjnego dla  Linuksa. Pozwala niezależnie od siebie uruchomić kilka systemów wirtualnych (VPS), używających wspólnego jądra z 
hipernadzorcą. Mogą to być na przykład różne dystrybucje, środowiska testowe czy serwery dzierżawione. Każde z tych środowisk wirtualnych może być zarządzane zupełnie osobno, tak jakby było fizycznym serwerem. Ograniczeniem jest brak możliwości zmiany jądra, gdyż jest ono wspólne. Systemy wirtualne posiadają osobne, wzajemnie niezależne (fizyczne albo wirtualne) pamięć operacyjną, systemy plików, użytkowników (również root) i grupy, urządzenia i zarządzanie siecią (np. adres IP, zaporę sieciową), drzewa procesów i komunikację międzyprocesową. Zarządzanie środowiskami wirtualnymi pozwala na zmiany w locie ilości dostępnej pamięci czy zasad przydziału czasu procesora. Umożliwia również hibernację całego środowiska wirtualnego do pliku dyskowego i odtworzenie go na innym serwerze OpenVZ, co pozwala na migrację na żywo między fizycznymi maszynami, postrzeganą od strony klienta jak krótkotrwały przestój, gdyż zachowywany jest nawet stan otwartych połączeń sieciowych.

## Ograniczenia
Domyślnie OpenVZ ogranicza dostęp systemów wirtualnych do rzeczywistych urządzeń (dzięki czemu kontener jest niezależny od sprzętu). 
Administrator OpenVZ może zezwolić na dostęp różnych kontenerów do fizycznych urządzeń takich jak dyski twarde albo partycje, porty USB, urządzenia PCI lub fizyczne karty sieciowe.
Stabilna wersja OpenVZ jest oparta na zmodyfikowanym jądrze w wersji 2.6.32, pochodzącym z dystrybucji Red Hat Enterprise Linux 6.
OpenVZ jest podstawą dla komercyjnego oprogramowania Virtuozzo, dostarczanego przez firmę Parallels. Parallels pomaga i sponsoruje projekt OpenVZ, ale nie daje komercyjnego wsparcia jego użytkownikom.